# 英傑華球場
英傑華球場（Aviva Stadium）是愛爾蘭的一座體育場，位於愛爾蘭首都都柏林，可以容納51,700人觀眾（座席），是一座歐足聯四星級球場。英傑華球場修建在蘭士登路球場的原址上，英傑華集團獲得了球場的冠名權。

## 外部連結
- 官方网站
- Lansdowne Road Stadium Development Company
- Aviva Stadium Buro Happold (engineers)
- Aviva arrives （页面存档备份，存于） BBC Sport, 14 May 2010 (photo gallery)
- Dublin Arena open for business （页面存档备份，存于） UEFA.com, 14 May 2010